# Tiếng Bulgar
Tiếng Bulgar (còn viết là Bolğar, Bulghar) là một ngôn ngữ Turk đã tuyệt chủng.
Ngôn ngữ này được đặt theo tên người Bulgar, một liên minh bộ lạc đã dựng nên nhà nước Bulgar có tên Cổ Đại Bulgaria vào giữa thế kỷ VII, và giúp hình thành Danube Bulgaria. Dù ngôn ngữ này biến mất ở Danube Bulgaria (bị lấn lướt bởi tiếng Bulgaria), nó sống sót và vững mạnh ở Volga Bulgaria, trở thành tiếng Chuvash ngày nay.

## Mối quan hệ
Các học giả hiện đại xếp tiếng Bulgar vào nhánh "Lir" (còn gọi là Oghur) của ngữ hệ Turk. Nhánh "Lir" đặc trưng ở những sự đối ứng âm vị như /r/ Oghur và /z/ Turk thường, /l/ Oghur và /š/ Turk thường. Hậu duệ duy nhất còn sót lại của nhóm Lir là tiếng Chuvash. Omeljan Pritsak trong nghiên cứu "The Hunnic Language of the Attila Clan" (1982)  kết luận rằng tiếng Bulgar nằm trong nhóm ngôn ngữ Hun - cái tên là ông dùng để gọi nhóm ngôn ngữ Oghur. Theo Antoaneta Granberg "tiếng Hun-Bulgar hình thành ở mạn biên giới phía bắc và tây của Trung Quốc vào thế kỷ III-V TCN." Phân tích từ mượn trong những ngôn ngữ Slav cho thấy ảnh hưởng trực tiếp của nhiều nhóm ngôn ngữ lên tiếng Bulgar: tiếng Mông Cổ, tiếng Hán và những ngôn ngữ Iran.
Trái lại, một số sử gia người Bulgaria kết nối tiếng Bulgar với ngữ chi Iran (trong đó, nhóm ngôn ngữ Pamir hay được nhắc tên), nêu bật sự hiện diện của từ mượn gốc Iran trong tiếng Bulgaria. Theo giáo sư Raymond Detrez, một chuyên gia ngôn ngữ và lịch sử của Bulgaria, những góc nhìn như thế là do sự Bài Thổ Nhĩ Kỳ, và sự hiện diện của từ vựng gốc Iran trong tiếng Bulgaria thực ra là do ảnh hưởng của tiếng Thổ Ottoman.